# 케네디 우주 센터

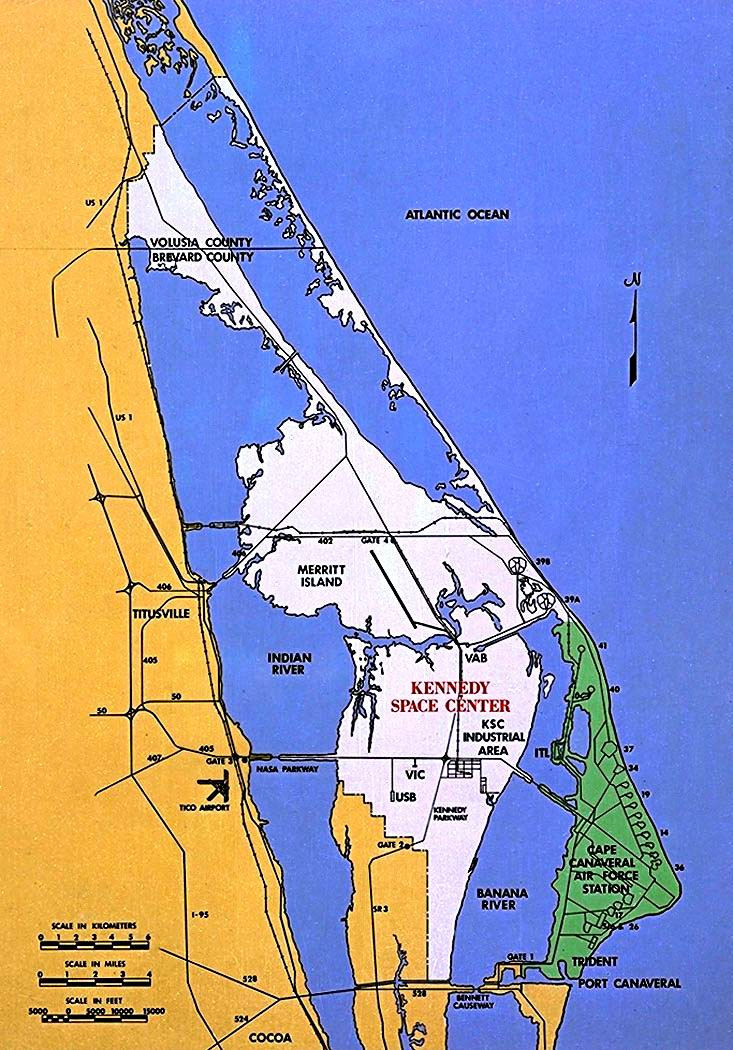
메리트 섬과 케네디 우주센터(흰색), 케이프 커내버럴 공군기지(녹색)

존 F. 케네디 우주 센터(-宇宙-, 영어: John F. Kennedy Space Center, KSC) 또는 케네디 스페이스센터(Kennedy Space Center)는 미국 항공우주국이 미국 플로리다주 브레바드 메리트 섬에 설치한, 우주선 발사 시설 및 발사 통제 센터(우주 공항)이다. 이 지역은 케이프 커내버럴 근처에 있으며 마이애미와 잭슨빌 중간에 위치한다. 기지 부지의 길이는 55 km, 폭은 10 km 로 총 면적은 567 km2이다. 2008년 초 기준으로 13,500여 명의 사람들이 근무하고 있다. 우주센터 내 방문자 센터는 플로리다를 찾는 관광객들의 주요 여행 코스이다. 사실 케네디 우주센터 부지의 대부분은 출입통제 구역이며 단 9% 면적만이 개방되어 있다. 부지 내에는 여러 중요한 야생동물 보호지역들이 있는데, 구체적으로는 모기 저수지(Mosquito Lagoon), 인디언 강, 메리트 섬 국립 야생동물 보호구역(Merritt Island National Wildlife Refuge), 커내버럴 국립 해안(Canaveral National Seashore) 등이 대표적이다. 이 지역은 미국 내 어떤 지역보다도 많은 번개가 떨어지는 곳으로, 미국 항공우주국은 우주선 발사 중 동체에 번개가 떨어지는 것을 막기 위해 수백만 달러의 돈을 쓰고 있다.
현재 운영 관리는 동체 조립 건물(Vehicle Assembly Building) 구역의 케네디 우주 센터 발사 시설 39에서 이루어지고 있다. 발사대(launch pad) 두 곳은 조립 건물 동쪽 3 km 지역에 있다. KSC 산업지구는 조립 건물 남쪽 8 km 지점에 있다. 산업지구에는 우주센터의 지원설비 및 본부 건물이 있다.
발사 시설 39에서는 오직 발사에 관련된 업무만을 맡는다. 그 외의 모든 운영은 근처의 케이프 커내버럴 공군기지(CCAFS)(미국 공군의 지휘 하에 있음)에서 이루어진다. 우주센터에는 1만 5천 명의 공무원과 일반건설업자들이 일하고 있다.

## 역사

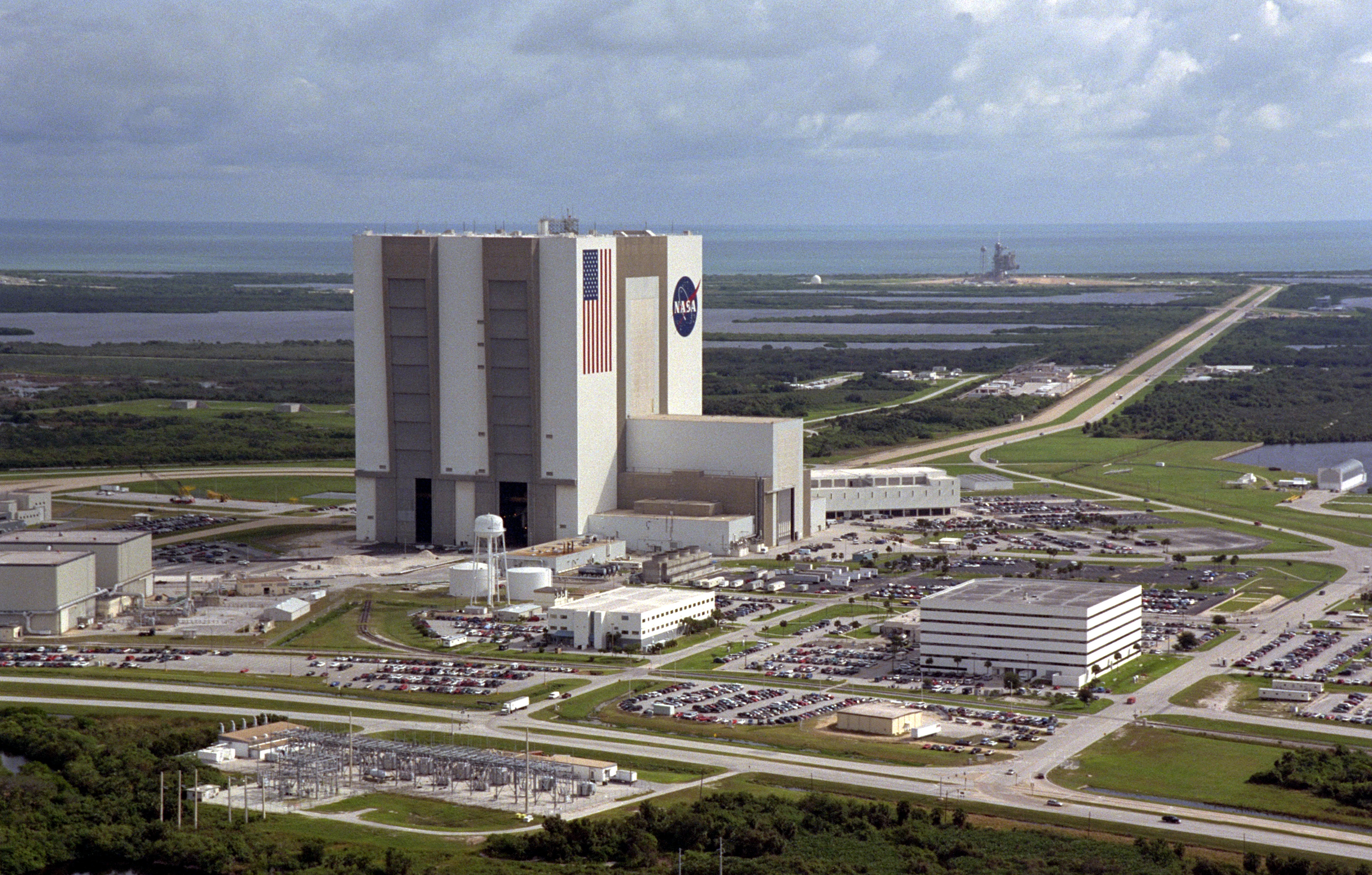
동체 조립 건물

루나 프로젝트가 선언되면서 우주 계획을 수행할 부지 매입이 시작되었다. 미국 항공우주국은 1962년 플로리다주로부터 340 km2에 이르는 땅을 구입했으며, 추가 230 km2의 토지 매입 여부를 놓고 협상을 벌였다. 1962년 7월 구입한 땅은 발사 통제 센터로 명명되었다. 이 곳의 이름은 다음 해 11월 케네디 대통령이 암살당한 뒤 존 F. 케네디 우주센터로 재명명되었다. (우주센터 주변 커내버럴 곶도 케네디 곶으로 이름이 바뀌었으나, 주민들에게 그리 환영받지 못했고 1973년 다시 원래 이름으로 되돌려졌다)
루나 프로젝트는 머큐리 계획, 제미니 계획, 아폴로 계획의 세 단계로 구성되어 있었다. 머큐리 계획의 주요 목표는 다음과 같았다.
1. 유인 우주선을 지구 주회 궤도에 올린다.
2. 우주 환경에서의 인간 활동 능력 및 임무 수행 능력을 연구한다.
3. 조종사와 우주선을 무사히 귀환시킨다.

1957년 10월 아틀라스 ICBM의 발사는 머큐리 계획의 시작을 알리는 신호였다. 그러나 초기 시험비행에서는 아틀라스 로켓 대신 레드스톤 로켓으로 탄도비행 임무를 수행했다. 1961년 5월 5일 앨런 셰퍼드와 7월 21일 버질 그리섬은 각각 15분간 탄도비행을 했다. 최초로 아틀라스 ICBM에 탄 승무원은 1962년 2월 20일 존 글렌이었다. 머큐리 계획의 로켓 발사 장소는 케이프 커내버럴 공군기지였다. 이 때는 아직 현재의 케네디 우주센터가 완성되지 않았다.
머큐리 계획에서 얻은 경험을 토대로, 더욱 개량된 2인용 제미니 캡슐이 개발되었고, 발사 로켓은 타이탄 II ICBM으로 바뀌었다. 타이탄 II 로켓의 최초 유인 비행은 1965년 3월 23일에 있었고, 승무원은 존 영과 버질 그리섬이었다. 제미니 4호의 승무원 에드워드 화이트는 최초로 선체 밖 활동을 수행했다. 케네디 우주센터에서는 이후 열 두 번의 제미니 계획 관련 우주선 발사가 이루어졌다.
제미니 계획이 성공적으로 종료되자, NASA는 즉시 달에 인간을 보낼 아폴로 계획을 가동한다. 최초로 새턴 V 로켓으로 발사된 아폴로 우주선은 1967년 11월 9일에 발사된 아폴로 4호였다. 아폴로 7호는 최초의 유인 아폴로 우주선이었고, 1968년 12월 21일에 발사된 아폴로 8호는 유인 우주선으로는 최초로 달을 선회하고 무사히 지구로 귀환했다. 이에 자신감을 얻은 NASA는 마침내 아폴로 11호를 달로 보내어 인간을 달에 착륙시켰고, 이후 NASA에서는 5번의 유인 달 착륙이 이어진다.

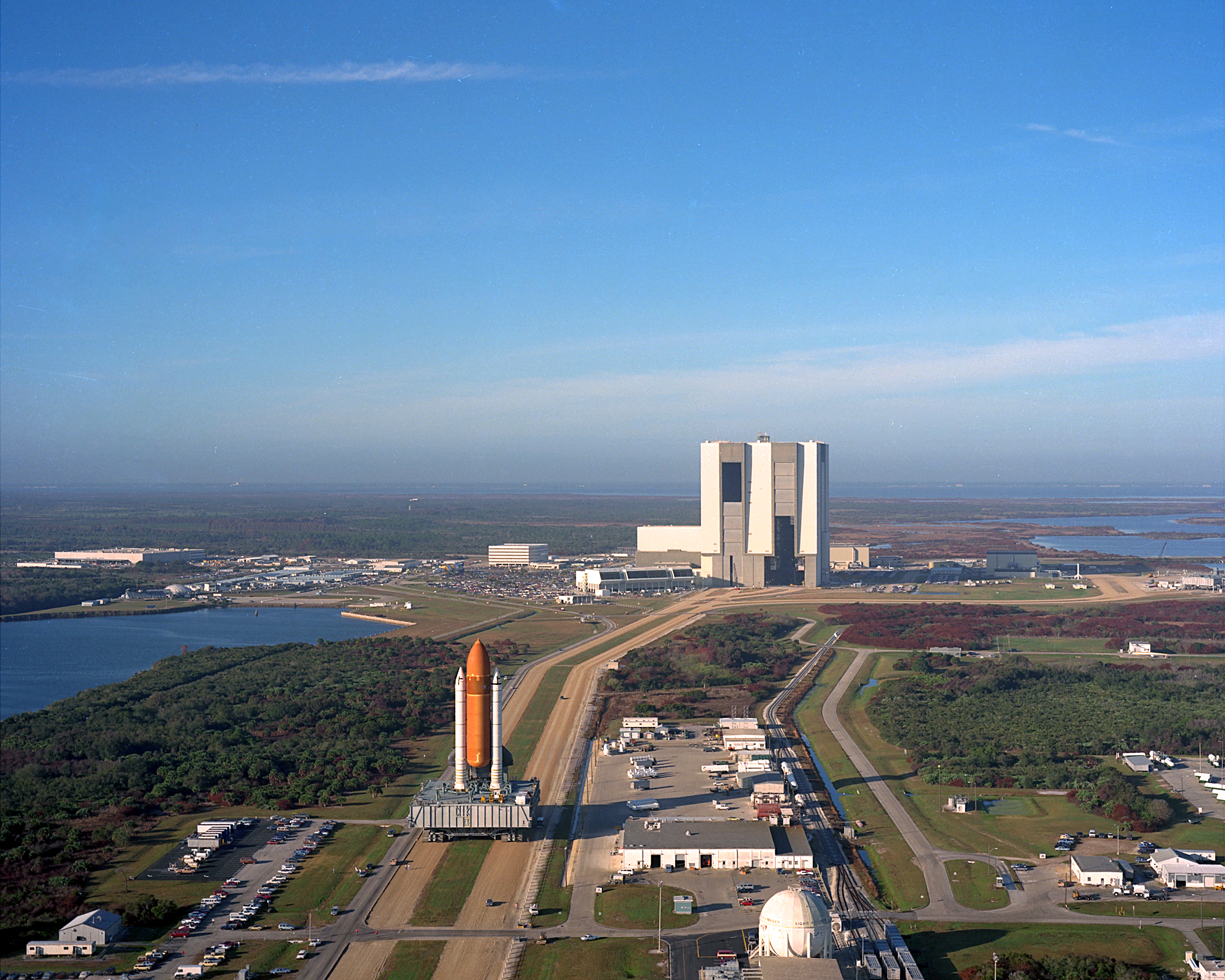
STS-36 임무를 위해 대기 중인 애틀랜티스. 1990년 1월 25일에 촬영.

아폴로 계획 종료 이후 NASA는 발사 시에 소요되는 비용을 줄이고 우주선을 재사용하기 위한 우주왕복선 계획을 시행한다. 최초로 컬럼비아 우주왕복선이 1981년 4월 12일 유리 가가린의 최초 우주 비행 20주년을 기념하여 STS-1으로 발사되었다. 이후 챌린저, 디스커버리, 애틀랜티스 우주왕복선이 개발되어 순조롭게 임무를 수행한다. 그러나 1986년, 챌린저 우주왕복선이 발사 도중 폭발하는 사고가 일어났고, 2년간 우주왕복선의 비행은 중단된다. 1988년 큰 개량을 거친 우주왕복선은 다시 조심스레 비행을 시작하고, 1990년 4월에는 디스커버리가 허블 우주 망원경을 궤도에 올리는 데 성공하는 등 나름 의미 있는 성과를 거둔다. 그리고 1992년에는 폭발한 챌린저를 대체하기 위한 인데버가 새로이 비행에 참가한다. 1990년대 후반부터 우주왕복선은 국제 우주 정거장의 조립에 온 힘을 쏟고 있다. 그러나 2003년에 발생한 컬럼비아의 폭발 사고는 우주왕복선의 안전성에 다시 한 번 의심을 갖게 하는 사고였고, NASA는 결국 2010년 우주왕복선의 퇴역을 결정한다. 우주왕복선 계획 이후 NASA의 차기 유인 우주선 프로젝트는 컨스텔레이션 계획으로 연구가 진행되었으나 오바마 행정부로 인해 취소되었다.

## 역대 책임자
| 이름                 | 직무시작일      | 직무종료일       |
| -------------------- | --------------- | ---------------- |
| Kurt H. Debus        | 1962년 7월      | 1974년 11월      |
| Lee R. Scherer       | 1975년 1월 19일 | 1979년 9월 2일   |
| Richard G. Smith     | 1979년 9월 26일 | 1986년 8월 2일   |
| Forrest S. McCartney | 1987년 8월 31일 | 1991년 12월 31일 |
| Robert L. Crippen    | 1992년 1월      | 1995년 1월       |
| Jay F. Honeycutt     | 1995년 1월      | 1997년 3월 2일   |
| Roy D. Bridges, Jr.  | 1997년 3월 2일  | 2003년 8월 9일   |
| James W. Kennedy     | 2003년 8월 9일  | 2007년 1월       |
| William W. Parsons   | 2007년 1월      | 2008년 10월      |
| Robert D. Cabana     | 2008년 10월     | 현재             |

## 같이 보기
- 2045년 8월 12일 일식

## 참고 문헌
1. ↑  "Our view: Still spaced out" 보관됨 2015-11-05 - 웨이백 머신, Florida Today, 2008년 1월 23일.
2. ↑  Halvorson, Todd (2007년 5월 12일). 《KSC chief says more tech work needed》. Florida Today.